# La Vie sans principe
Pour le film de Johnnie To, voir La Vie sans principe.
 La Vie sans principe est un essai de Henry David Thoreau traitant de son programme pour une vie vertueuse. Il y prolonge sa vie séditieuse en prenant l'exemple de sa propre vie.

## Préceptes
- Ne trompez pas les gens en conspirant avec eux afin de protéger leurs zones de confort.
- Ne faites pas des religions et autres institutions similaires la sorte de zone de confort intellectuelle qui vous empêche d'entretenir des idées qui ne s'y trouvent guère.
- Ne vous abusez pas en travaillant principalement pour un salaire. Si ce que vous faites de votre vie sans exiger de rémunération est à ce point sans valeur que vous seriez convaincu de faire autre chose en échange d'un peu d'argent ou de célébrité, vous avez besoin de meilleurs passe-temps.
- Plus encore, n'engagez pas quelqu'un qui n'est à la tâche que pour l'argent.
- Soutenez-vous par la vie que vous menez, et non en échangeant votre vie pour de l'argent et d'en vivre.
- Il est honteux de vivre d'un héritage, de charité, d'une pension gouvernementale ou de devenir prospère par le pari, que ce soit une loterie ou des moyens comme la prospection de l'or.
- Souvenez-vous que la valeur d'une chose n'est pas l'équivalent de l'argent qu'on peut en retirer sur le marché.
- Ne gaspillez pas votre conversation et votre attention à des trivialités superficielles et au bavardage des nouvelles quotidiennes, mais occupez-vous de choses de plus de conséquence : « Ne lisez pas Le Temps. Lisez l'Éternité. »
- De même, la politique doit être une partie mineure et discrète de la vie, et non le sport public grotesque qu'elle est devenue.
- Ne confondez pas la marche du commerce avec le progrès et la civilisation - surtout lorsque ce commerce revient à forcer des esclaves à produire les articles de vice comme l'alcool et le tabac. Il n'y a guère de pénurie d'or, de tabac, d'alcool, mais il y en a d'« une raison d'être élevée et pénétrée ».

## Sources
- (en) Life Without Principle sur Wikiquote et The Picket Line.